# 格林威治 (新澤西州坎伯蘭縣普查規定居民點)
格林威治（英語：Greenwich）是位於美國新澤西州坎伯蘭縣的普查規定居民點。

## 人口
根據2020年美國人口普查的數據，格林威治的面積為2.18平方千米，當中陸地面積為2.17平方千米，而水域面積為0.01平方千米。當地共有人口251人，而人口密度為每平方千米115.14人。